# Der Fornit
Der Fornit. Unheimliche Geschichten ist der deutsche Titel eines von drei Bänden der Kurzgeschichtensammlung Skeleton Crew des US-amerikanischen Schriftstellers Stephen King. Die beiden anderen Titel sind Im Morgengrauen und Der Gesang der Toten; sie wurden später zusammen mit Der Fornit in einem Band namens Blut veröffentlicht.
Der Fornit ist 1986 im Heyne Verlag, München, erschienen.

## Die Geschichten
Der Fornit enthält sechs Geschichten der Sorte Klassik-Horror (zweimal), Psycho-Horror (zweimal), SciFi-Horror (einmal) und Mystery (einmal), sowie zwei Gedichte.
- Der Affe (engl.: The Monkey)

Auf einem Dachboden finden Hal und sein Bruder Bill einen verfluchten Spielzeugaffen – immer wenn dieser mit seinen Schellen klappert, gibt es Tote. Es scheint unmöglich, ihn loszuwerden. Hal wirft den Affen in einen Brunnen. Doch zwanzig Jahre später – Hal ist dann selbst Familienvater – taucht das Spielzeug wieder auf. (Horror.)
- Paranoid: Ein Gesang (engl.: Paranoid: A Chant)

Geschichte eines Paranoiden in Gedichtform. (Psycho-Horror.)
- Der Textcomputer der Götter (engl.: Word Processor of the Gods)

Kurz vor seinem Unfalltod bastelt das Wunderkind Jon seinem Onkel Richard einen Schreibcomputer. Das Gerät ist aus allen möglichen Bauteilen zusammengeflickt, doch mit ihm kann Richard mehr als Texte schreiben: Mit den Einfügen- und Löschtasten kann Richard reale Dinge in die Welt bringen oder aus der Welt löschen. Zunächst löscht Richard seinen missratenen Sohn Seth, dann seine Frau Lina. Kurz bevor der Computer in Rauch aufgeht, schreibt er sich noch die perfekte Familie zusammen: mit Jon als Sohn und dessen Mutter Belinda, die ihm sein Bruder Roger vormals ausspannte, als seiner Ehefrau. (Mystery.)
- Für Owen (engl.: For Owen)

Gedicht für Kings Sohn.
- Der Überlebenstyp (engl.: Survivor Type)

Chirurg Richard Pine hält in einem Tagebuch fest, wie er nach einem Schiffsunglück auf eine einsame Insel gespült wurde und seine einzige Chance wahrnimmt, zu überleben: Er betäubt sich mit seinen geschmuggelten Drogen und amputiert nach und nach seine Füße und Beine und isst sich selbst. (Horror in Tagebuchform.)
- Der Milchmann schlägt wieder zu[1] (engl.: Big Wheels: A Tale of the Laundry Game (Milkman 2))

Die armen Wäschereiarbeiter Rocky und Leo, beide sternhagelvoll, fahren in ihrem Schrottauto zur TÜV-Werkstatt des Ex-Schulkameraden Bob, um ihm eine Plakette abzutricksen. Dies gelingt ihnen mit Überredung während eines Bierdosen-Saufgelages. Nachdem Rocky und Leo zufrieden losgefahren sind, nehmen Bobs nostalgische Lebenserinnerungen derart überhand, dass er seine unattraktive Frau umbringt. Rocky und Leo werden unterdessen von einem Milchwagen verfolgt, bis sie in den Tod rasen. Der Milchmann fährt daraufhin zu Bob. (Psycho-Horror.)
- Der Fornit (engl.: The Ballad of the Flexible Bullet)

Der Schriftsteller Reg Thorpe ist davon überzeugt, dass in seiner Schreibmaschine ein winziges, koboldartiges, Fornit genanntes Wesen lebt und ihn zu genialen Ideen und Geschichten inspiriert. Nachteil: Der Schriftsteller wird wahnsinnig und fühlt sich und seinen Fornit von Geheimdiensten verfolgt. Plötzlich teilt ihm sein Literaturagent mit, dass er ebenfalls einen Fornit besitzt. (Psycho-Horror.)
- Der Dünenplanet[2] (engl.: Beachworld)

Drei Astronauten stürzen auf einem nur aus Sand und Dünen bestehenden Planeten ab. Einer stirbt beim Absturz, der zweite hofft noch auf Rettung, während der dritte allmählich durchdreht. Als ein rettendes Raumschiff aufsetzt, offenbart der Planet sein Geheimnis: Der Sand scheint zu leben und begibt sich auf die Jagd nach den Neuankömmlingen. (SciFi-Horror.)

## Verfilmungen
- Der Textcomputer der Götter wurde ursprünglich im Rahmen der Serie Tales from the Darkside als Kurzfilm verfilmt. Heute findet er sich auf dem Video Stephen King’s Golden Tales.
- Im Jahr 2025 verfilmte Oz Perkins die Kurzgeschichte Der Affe als Horrorkomödie unter dem Titel The Monkey.